# BMX
تیروزین-پروتئین کیناز BMX سیتوپلاسمی (انگلیسی: Cytoplasmic tyrosine-protein kinase BMX) یک آنزیم است که در انسان توسط ژن «BMX» کُد می‌شود.
این پروتئین با RUFY1 در تعامل است.